# 雷斯陶拉西翁
雷斯陶拉西翁（西班牙語：Restauración），是多明尼加共和國的城鎮，位於該國西北部，由達哈翁省負責管轄，面積283.58平方公里，海拔高度594米，2012年人口6,948，人口密度每平方公里25人。